# Communauté de communes du Pays de Fayence
Pour les articles homonymes, voir CCPF.
La communauté de communes du Pays de Fayence (CCPF) est un établissement public de coopération intercommunale qui regroupe neuf communes du département du Var, en région Provence-Alpes-Côte d'Azur.

## Historique
La communauté de communes du Pays de Fayence est créé le 21 août 2006 par arrêté préfectoral et regroupe initialement huit communes. Elle succède au SIVOM du Pays de Fayence qui fut fondé en 1972.
Le 1er janvier 2014, Bagnols-en-Forêt rejoint officiellement l'intercommunalité et en devient le 9e membre.

## Territoire communautaire

### Géographie
La communauté de communes est située au nord-est du département du Var, en bordure du département des Alpes-Maritimes.
Elle est limitrophe de la communauté d'agglomération dracénoise à l'ouest, de la communauté d'agglomération Var Estérel Méditerranée au sud, de la communauté d'agglomération Cannes Pays de Lérins à l'est et enfin de la communauté d'agglomération du Pays de Grasse au nord est.
L'intercommunalité est située en majeure partie sur un terrain montagneux avec des altitudes allant de 200m à 800m, le reste est composé de plaines et de forêts sinueuses.

### Composition
La communauté de communes est composée des 9 communes suivantes :

| Nom                 | Code Insee | Gentilé        | Superficie (km2) | Population (dernière pop. légale) | Densité (hab./km2) |
| ------------------- | ---------- | -------------- | ---------------- | --------------------------------- | ------------------ |
| Fayence (siège)     | 83055      | Fayençois      | 27,68            | 6 024 (2022)                      | 218                |
| Bagnols-en-Forêt    | 83008      | Bagnolais      | 42,9             | 3 049 (2022)                      | 71                 |
| Callian             | 83029      | Calliannais    | 25,42            | 3 794 (2022)                      | 149                |
| Mons                | 83080      | Monsois        | 76,63            | 873 (2022)                        | 11                 |
| Montauroux          | 83081      | Montaurousiens | 33,54            | 6 787 (2022)                      | 202                |
| Saint-Paul-en-Forêt | 83117      | Saintpaulois   | 20,26            | 1 747 (2022)                      | 86                 |
| Seillans            | 83124      | Seillanais     | 88,66            | 2 852 (2022)                      | 32                 |
| Tanneron            | 83133      | Tanneronnais   | 52,78            | 1 723 (2022)                      | 33                 |
| Tourrettes          | 83138      | Tourrettans    | 33,99            | 2 920 (2022)                      | 86                 |

### Démographie
| 1968  | 1975  | 1982   | 1990   | 1999   | 2010   | 2015   | 2021   |
| ----- | ----- | ------ | ------ | ------ | ------ | ------ | ------ |
| 7 399 | 8 896 | 11 340 | 14 935 | 19 799 | 25 837 | 27 519 | 29 060 |

## Administration

### Siège
Le siège de la communauté de communes est établi à la Maison du Pays de Fayence, 50 route de l'Aérodrome à Fayence. Quant aux services administratifs, ils sont localisés au Mas de Tassy à Tourrettes.

### Élus
La communauté de communes est administrée par un conseil communautaire composé de 30 élus représentant chacune des communes membres de l'intercommunalité.
Ils sont répartis comme suit : 
| Nombre de délégués | Communes                                        |
| ------------------ | ----------------------------------------------- |
| 6                  | Fayence, Montauroux                             |
| 3                  | Bagnols-en-Forêt, Callian, Seillans, Tourrettes |
| 2                  | Mons, Saint-Paul-en-Forêt, Tanneron             |

### Présidence
À l'issue des élections municipales et communautaire de 2020, la communauté de communes a réélu René Ugo comme président, ainsi qu'un bureau communautaire composé de huit vice-présidents :
|     | Attributions                                           | Identité           | Qualité                                    |
| --- | ------------------------------------------------------ | ------------------ | ------------------------------------------ |
| 1er | Culture                                                | François Cavallier | Maire de Callian, Conseiller départemental |
| 2e  | Forêt, espaces naturels et eau                         | Robert Trabaud     | Maire de Tanneron                          |
| 3e  | Finances, administration générale et affaires sociales | Éliane Féraud      | Maire de Mons                              |
| 4e  | Tourisme                                               | Camille Bouge      | Maire de Tourrettes                        |
| 5e  | Sports, jeunesse et nouvelles technologies             | Jean-Luc Fabre     | Maire de Fayence                           |
| 6e  | Gestion et valorisation des déchets, assainissement    | Jean-Yves Huet     | Maire de Montauroux                        |
| 7e  | Développement économique et agriculture                | Nicolas Martel     | Maire de Saint-Paul-en-Forêt               |
| 8e  | Aménagement du territoire, urbanisme, SCoT, PLUI       | Jean-Yves Huet     | Maire de Montauroux                        |

### Liste des présidents
| Période                                  | Période  | Identité            | Étiquette | Qualité                           |
| ---------------------------------------- | -------- | ------------------- | --------- | --------------------------------- |
| 2006                                     | 2014     | Jean-Pierre Bottero | UMP       | Maire de Montauroux (1989 → 2014) |
| 2014                                     | en cours | René Ugo            | UDI       | Maire de Seillans (2001 → )       |
| Les données manquantes sont à compléter. |          |                     |           |                                   |

### Compétences
La communauté de communes du Pays de Fayence exerce des compétences, :
- des compétences obligatoires :
  - développement économique (soutien aux entreprises, tourisme)
  - aménagement du territoire communautaire (SCoT)
  - gestion des milieux aquatiques et prévention des inondations
  - accueil des gens du voyage
  - collecte et traitement des déchets

- des compétences optionnelles :
  - protection de l'environnement
  - logement et cadre de vie
  - politique culturelle et sportive d'intérêt communautaire

- et des compétences facultatives :
  - Eau et assainissement collectif
  - assainissement non collectif
  - ressources naturelles et énergétiques
  - action sociale
  - sécurité (contribution au budget du SDIS)

### Budget et fiscalité 2021
En 2021, le budget de la communauté de commune était constitué ainsi.
- total des produits de fonctionnement : 23 258 000 €, soit 813 € par habitant ;
- total des charges de fonctionnement : 19 840 000 €, soit 694 € par habitant ;
- total des ressources d’investissement : 8 486 000 €, soit 297 € par habitant ;
- total des emplois d’investissements : 10 196 000 €, soit 357 € par habitant ;
- endettement : 16 465 000 €, soit 576 € par habitant.

### Effectifs
L'intercommunalité emploie 91 agents répartis en trois pôles : 
- développement local et attractivité (24) dont 15 pour le tourisme
- administration générale (15) direction générale, secrétariat et chargés de missions liés aux compétences
- environnement et cadre de vie (52) principalement pour la collecte des déchets.

## Intérêt touristique
Les neuf villages perchés de l'intercommunalité font partie des plus beaux villages de France. 
Un aqueduc romain connecte le Pays de Fayence à Fréjus et a laissé de nombreux vestiges. Le lac de retenue de Saint-Cassien offre une base de loisir unique pour la baignade et les activités nautiques. L'aérodrome de vol à voile est un centre majeur pour faire du planeur en France, toute l'année.

## Personnalités marquantes
- Christian Dior, grand couturier dont le château était à l'entrée du Pays de Fayence.
- Henri Dulac, mathématicien, membre de l'académie des sciences.
- Sœur Emmanuelle, religieuse qui a terminé sa vie à Callian.
- Max Ernst, artiste.
- Edouard Goerg, peintre.
- Philippe Séguin, homme politique enterré à Bagnols-en-Forêt.
- Dorothea Tanning, artiste.
- Pierre Vidal-Naquet, universitaire.

## Travaux universitaires
Le Pays de Fayence fait l'objet de travaux universitaires en géographie et aménagement. Le géographe Yves Lacoste a fait une expédition à Fayence en 1976 relatée dans la revue Hérodote et dans son ouvrage "La géographie, ça sert d'abord à faire la guerre". Ensuite, la thèse de doctorat de Louis Boisgibault à l'Université Paris-Sorbonne consacre un terrain d'études à la transition énergétique dans le Pays de Fayence. En effet, deux usines hydroélectriques sur la Siagne, le barrage de Saint-Cassien construit après la catastrophe de Malpasset, la grande centrale solaire photovoltaïque de Callian, le transformateur Biançon de la ligne très haute tension à 400 000 volts qui alimente en électricité la Côte d'Azur illustrent les réalisations du Pays de Fayence en matière énergétique,.